# Mohammed Basindawa
Mohammed Salim Basindawa (in arabo محمد سالم باسندوة; Aden, 4 aprile 1935) è un politico yemenita.
È stato il Primo ministro dello Yemen dal dicembre 2011 all'aprile 2014. Si è dimesso dopo che i ribelli Huthi hanno preso il controllo della città di Sana'a.